# هوليستر نوبل
هوليستر نوبل (بالإنجليزية: Hollister Noble)‏ (1900 - 20 يوليو 1954)؛ كاتب سيناريو وروائي أمريكي.

## روابط خارجية
- هوليستر نوبل على موقع IMDb (الإنجليزية)
- هوليستر نوبل على موقع ألو سيني (الفرنسية)
- هوليستر نوبل على موقع أول موفي (الإنجليزية)
- هوليستر نوبل على موقع قاعدة بيانات الفيلم (الإنجليزية)
- هوليستر نوبل على موقع كينوبويسك (الروسية)